# Blank verse
A blank verse (IPA: /blæŋk vɜːs/) angol eredetű versforma, használata idővel a drámákra korlátozódott. Eredetileg 10-11 szótagos sor volt, hangsúlyváltakozással (a páros szótagok hangsúlyával) 5 hangsúlyos íz alkotta. Shakespeare terjesztette el a drámairodalomban, az általa alkalmazott ritmus már jambikus forma, 10-es vagy 11-es szótagszámú sorokkal, rím nélkül. A kifejezés jelentése: "tompa" vers.
Az első ismert blank verse angol nyelven Henry Howard költőtől származik 1554 környékéről. Valószínűleg az ókori latin költészet inspirálta, mivel ők nem használtak rímet (ahogy az ókori görögök sem). Christopher Marlowe használta először ezt a versformát az angol drámában I. Erzsébet angol királynő és I. Jakab korában. Legtöbbet William Shakespeare és John Milton használta a blank verse-t. Milton után kiment a divatból. A romantikus angol költők, mint William Wordsworth, Percy Bysshe Shelley, és John Keats felélesztették a versformát. Még később Alfred Tennyson is előszeretettel használta. Blank verse-ben íródtak Az ember tragédiájának egyes részei is.

## Példák
Shakespeare: Julius Caesar
"Temetni jöttem Caesart, nem dicsérni,
A rossz, mit ember tesz, túléli őt,
A jó gyakorta sírba száll vele…"
Katona József: Bánk bán
"a pártütés kiáltoz, a szerelmem
tartóztat. - Énrám bíz a szunnyadó…"